# Football Club Mondercange
Pour les articles homonymes, voir FC Mondercange.
Ne doit pas être confondu avec FC Mondercange (féminines).
Maillots
Actualités
Le FC Mondercange (FC Monnerech en luxembourgeois, forme raccourcie de Football Club Monnerech) est un club de football luxembourgeois, fondé en 1933 et basé à Mondercange. Il évolue en Promotion d'Honneur, la deuxième division luxembourgeoise de football.
Fondé le 30 juin 1933, le Football Club Mondercange atteint pour la première fois de son histoire le championnat de Promotion d'Honneur en 1957 après avoir remporter le titre de champion de 1.Division.
Le 29 mai 1998, Mondercange termine vice-champion de deuxième division et atteint par la même occasion la Division Nationale. C'est à cette date que l'âge d'or du club débute, avec dans la foulée une première finale de Coupe du Luxembourg en 1999 face à l'AS La Jeunesse d'Esch au Stade Josy Barthel, suivi d'une deuxième finale un an plus tard face au même adversaire.
Le FC Mondercange participe pour la première fois de son histoire à une coupe d'Europe en 1999-2000 en affrontant le FC Dinamo Bucarest en Coupe UEFA.
Faisant régulièrement l'ascenseur entre les deux premières divisions luxembourgeoises, le club remporte son premier titre de Promotion d'Honneur en 2022.

## Historique

### Fondation et Seconde Guerre mondiale (1933 - 1945)
Le 30 juin 1933 est fondé le Football Club Mondercange avec comme premier président Matthias Schinker.
Le club obtient rapidement sa licence au sein de la Fédération luxembourgeoise de football et participe à la 1.Division dès la saison 1934-1935 où le club termine à une honorable 3e place.
Lors de la Seconde Guerre mondiale, le Luxembourg est annexé par les Allemands qui récupère alors de nombreux clubs de football luxembourgeois. Le FC Mondercange devient alors le FK Monnerich (forme raccourcie de Fussball Klub Monnerich). Dès 1944 et la libération du pays, le club se renomme sous son nom d'origine.

### Évolution jusqu'en Division Nationale (1945 - 1998)
Après une longue période de stagnation en troisième division, le club obtient le premier titre de son histoire en remportant le championnat de 1.Division à l'issue de la saison 1956-1957.
Le 29 mai 1998, le FC Mondercange obtient pour la première fois de son histoire l'accession au plus haut échelon du football luxembourgeois, la Division Nationale, après une saison où le club termine vice-champion de Promotion d'Honneur derrière le FC Aris Bonnevoie.

### L'âge d'or du club (1998 - 2003)
Lors de sa première saison en Division Nationale, le club se maintient sans difficulté et participe pour la première fois de son histoire à la finale de la Coupe du Luxembourg face à l'AS La Jeunesse d'Esch. Devant 5 000 spectateurs au Stade Josy Barthel, Mondercange s'incline sur le score de trois buts à zéro face à la Vieille Dame.
Suite au doublé coupe-championnat de La Jeunesse, le FC Mondercange est qualifié pour la première fois de son histoire à une coupe d'Europe et participera la saison suivante à la Coupe UEFA.
Rencontrant les Roumains du FC Dinamo Bucarest, le club s'incline sur le score de six buts à deux à domicile ainsi que sur le score de sept buts à zéro à l'extérieur, donnant un score cumulé de treize buts à deux pour la première participation européenne de l'histoire du club.
En 2000, le club est une nouvelle fois finaliste de la Coupe du Luxembourg au Stade Josy Barthel devant 3 500 spectateurs, encore une fois face à l'AS La Jeunesse d'Esch où le club s'inclinera sur le score de quatre buts à un.

### Redescente en deuxième division (2003 - 2022)
À l'issue de la saison 2003-2004, le FC Mondercange est relégué en Promotion d'Honneur.
En 2006-2007, le club participe une nouvelle fois à la Division Nationale mais est rapidement relégué à l'issue de la saison.
C'est en 2009 que le club retrouve la BGL Ligue en terminant vice-champion de deuxième division derrière le CS Pétange. Auteur d'une saison catastrophique en première division, le club retrouve une nouvelle fois la Promotion d'Honneur.

### Retrouvaille avec la BGL Ligue (depuis 2022)
Après une stagnation longue de douze années, le FC Mondercange remporte pour la première fois de son histoire le titre de champion de Promotion d'Honneur et accède à la BGL Ligue pour la saison 2022-2023,.
À l'issue de la saison 2024-2025, le FC Mondercange est officiellement relegué en Promotion d'Honneur dès la 27e journée de championnat après sa défaite un but à zéro à domicile face au CS Fola Esch.

## Bilan sportif

### Palmarès
Le tableau suivant récapitule les performances du FC Mondercange dans les différentes compétitions officielles luxembourgeoises.
| Compétitions nationales | Compétitions internationales                                            |
| --- | ----------------------------------------------------------------------- |
| - BGL Ligue - Meilleure performance : 7e en 1999 et 2002 - Coupe du Luxembourg - Finaliste : 1999 et 2000 - Promotion d'Honneur - Champion : 2022 - Vice-champion : 1998 et 2009 - 1.Division - Champion : 1957 | - Ligue Europa (C3) - Meilleure performance : Tour préliminaire en 1999 |

### Bilan européen
Note : dans les résultats ci-dessous, le score du club est toujours donné en premier.
| Saison    | Compétition | Tour              | Club            | Domicile | Extérieur | Total  |
| --------- | ----------- | ----------------- | --------------- | -------- | --------- | ------ |
| 1999-2000 | Coupe UEFA  | Tour préliminaire | Dinamo Bucarest | 2 - 6    | 0 - 7     | 2 - 13 |

Légende
- Victoire ou qualification pour le tour suivant
- Match nul
- Défaite ou élimination de la compétition

## Effectif actuel
Le tableau ci-dessous liste l'effectif du FC Mondercange pour la saison 2024-2025.

## Infrastructures

### Stade Communal de Mondercange

La tribune principale du stade

Inauguré en 1998 avec la première montée du club en Division Nationale, le Stade Communal est l'enceinte du FC Mondercange depuis cette date.
Avec 3 304 places, le stade est l'un des plus grands du Luxembourg.